# Amathusia borneensis
Amathusia borneensis är en fjärilsart som beskrevs av Hans Fruhstorfer 1899. Amathusia borneensis ingår i släktet Amathusia och familjen praktfjärilar. Inga underarter finns listade i Catalogue of Life.